# Sankt Markus kyrka, Belgrad
Sankt Markus kyrka (serbisk kyrilliska: Црква Светог Марка; latinska: Crkva Svetog Marka) är en serbisk-ortodox kyrkobyggnad belägen i närheten av parken Tašmajdan och Serbiens parlament i Serbiens huvudstad, Belgrad.
Kyrkan är helgad åt evangelisten Markus och tillhör Belgrads och Karlovcis ärkebiskopsdöme.

## Historik
Sankt Markus kyrka i Belgrad byggdes mellan åren 1931 och 1940 på platsen för en äldre kyrka från 1835.

## Kyrkan
- Kyrkan är byggd i serbisk-bysantinsk stil.

- Inne i kyrkan ligger den serbiske tsaren Stefan Uroš IV Dušans sarkofag.

- Kyrkan har även den största samlingen av serbiska ikoner från 1700- och 1800-talen.[2]

## Bilder

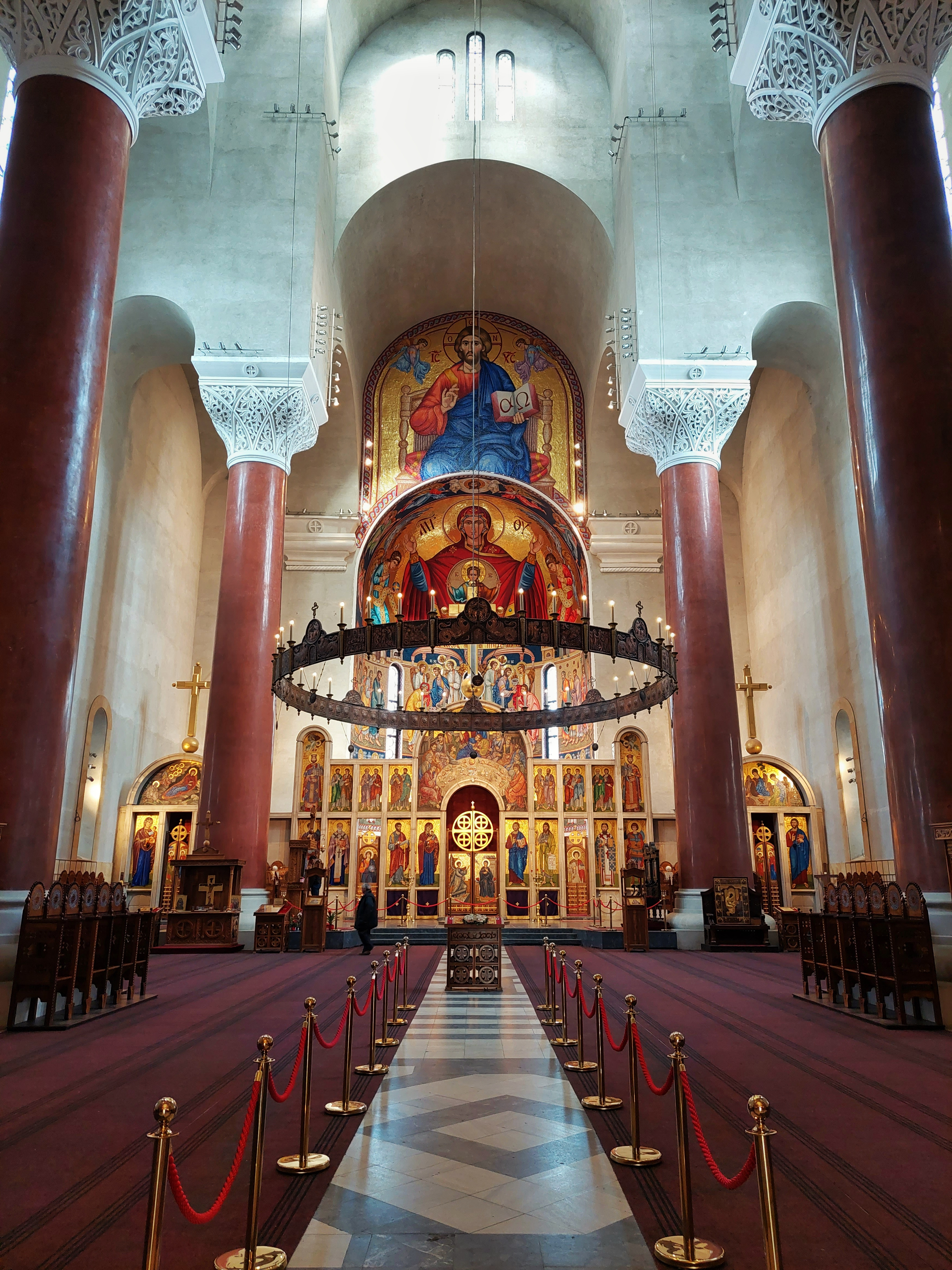
Kyrkans interiör mot ikonostasen.
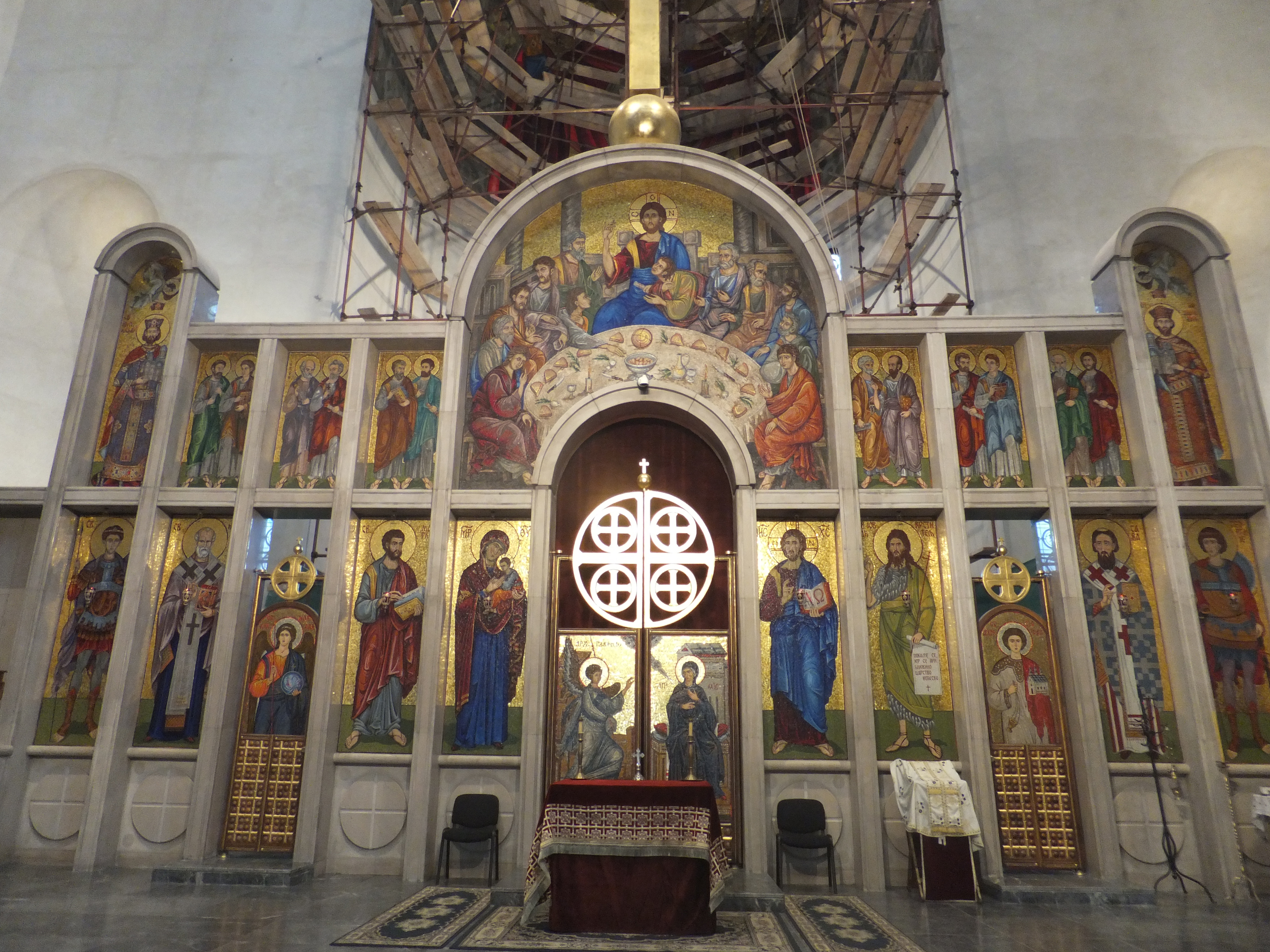
Närmare bild på ikonostasen.
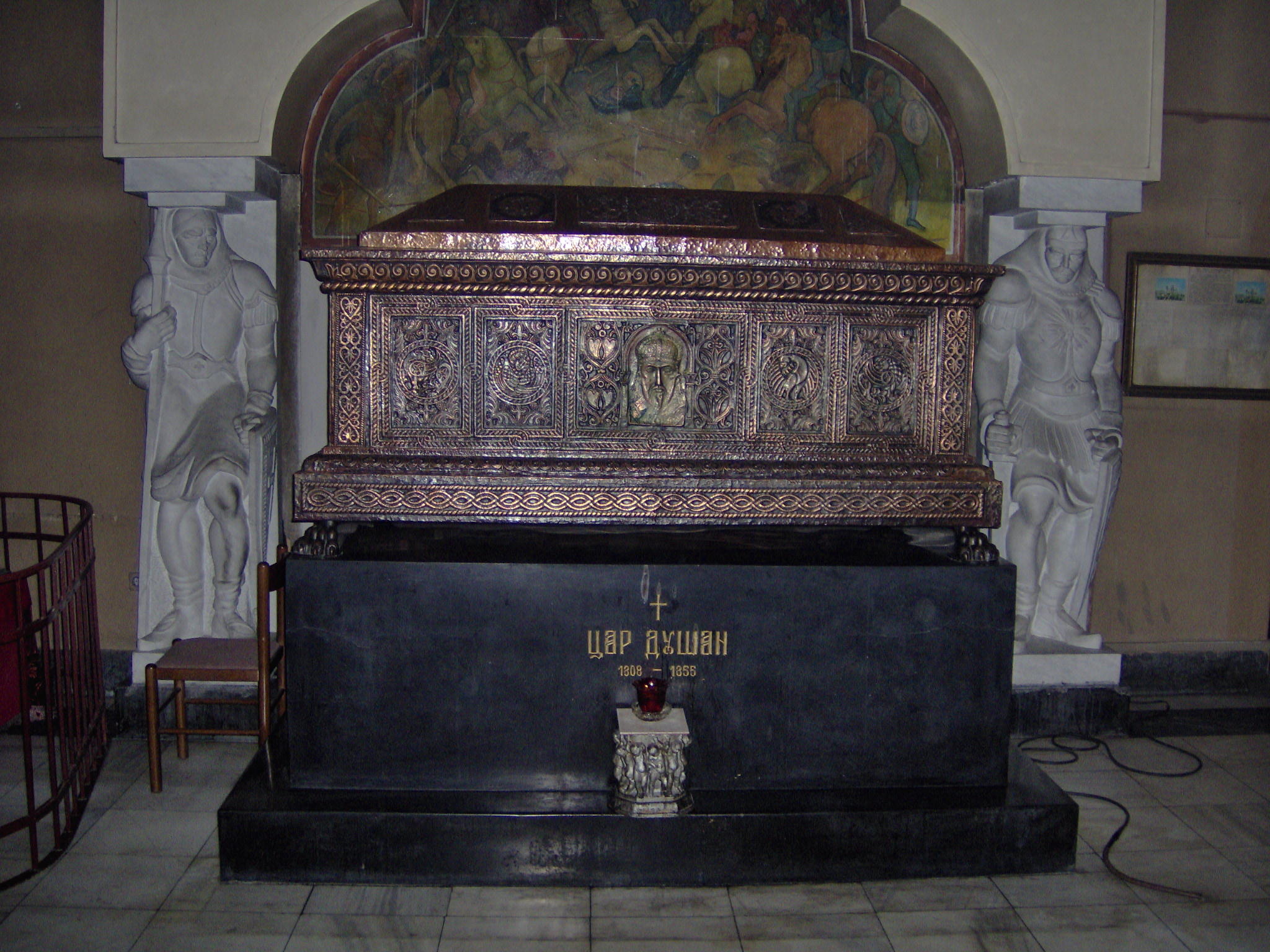
Tsar Dušans sarkofag.
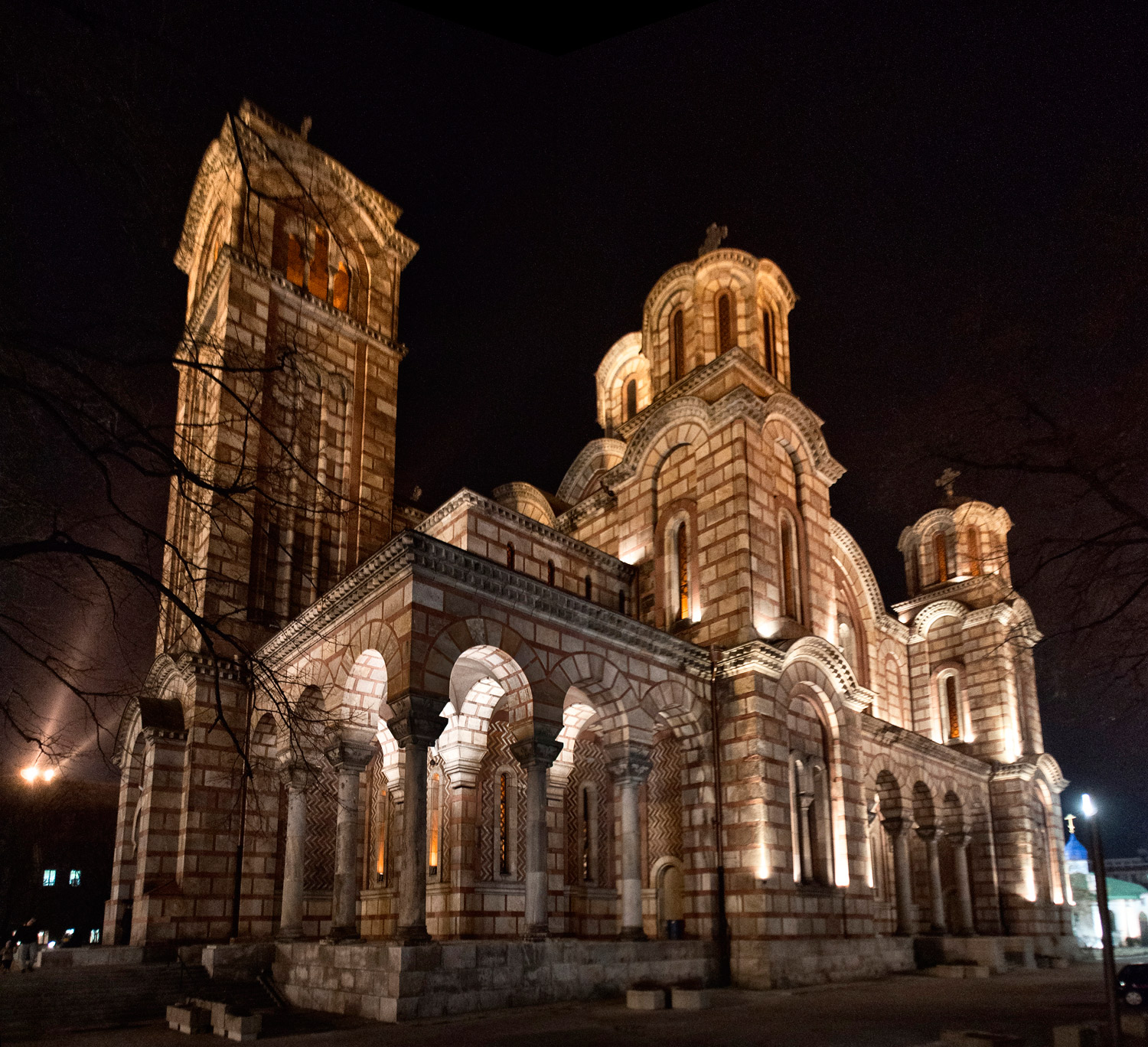
Kyrkan under nattetid.